# Toni Herbert
Anton „Toni“ Herbert (* 1912; † 1990 in Berlin) war ein deutscher Synchronsprecher und Filmschauspieler.

## Leben
Toni Herbert war ab 1930 als Synchronsprecher aktiv, ab 1953 folgten auch Schauspiel-Einsätze. Er spielte und sprach ernsthafte Charaktere, darunter Polizisten, Cowboys und Sheriffs. Mitte der 1980er Jahre beendete er seine Aktivitäten. Als Schauspieler wirkte er in 33 Produktionen mit, als Synchronsprecher hatte er über 700 Sprechrollen inne.

## Filmografie (Auswahl)

### Schauspieler
- 1960: Die Rote Hand
- 1963: Piccadilly null Uhr zwölf
- 1966: Das Millionending (Fernseh-Zweiteiler)
- 1975: Kommissariat 9: Ein ehrenwerter Mann

### Synchronsprecher
- 1939: Ringo: Chris-Pin Martin als Chris
- 1956: Mein Wille ist Gesetz: Lee Van Cleef als Fat Jones
- 1958: Sindbads siebente Reise: Virgílio Teixeira als Ali
- 1960: Tarzan, der Gewaltige: Ewen Solon als Dexter
- 1963: Die Ausgekochten: Arnold Diamond als Janiello
- 1967: Fantomas bedroht die Welt: Robert Dalban als Zeitungs-Verleger
- 1967: Die 25. Stunde: Grégoire Aslan als Nicolai Debresco
- 1968: An einem Freitag in Las Vegas: Gustavo Re als Salvatore
- 1972: Milano Kaliber 9: Ettore Geri als Barkeeper
- 1976: Ein ganz verrückter Freitag: Alan Oppenheimer als Mr. Joffert
- 1976: Die haarsträubende Reise in einem verrückten Bus: Harold Gould als Prof. Baxter
- 1977: Krieg der Sterne: Ted Burnett als Barkeeper
- 1978: Tod auf dem Nil: Harry Andrews als Barnstable
- 1978: Lucky Luke – Sein größter Trick: Jacques Morel als Hochwürden Sam Game
- 1980: Blues Brothers: Cab Calloway als Curtis
- 1981: Gallipoli: Bill Kerr als Jack